# 타키노 유미코
타키노 유미코(일본어: 瀧野 由美子, YUMIKO TAKINO, 1997년 9월 24일 ~ )는 일본의 여성 아이돌 그룹 전 STU48의 멤버이다.

## 개요
- 전 STU48 멤버 전 Mama & Son 소속.